# آلویزو دیدو
آلویزو دیدو یک دریاسالار ونیزی قرن پانزدهمی بود که در نبرد سقوط قسطنطنیه شرکت داشت.

## محاصره قسطنطنیه
آلویسو دیدو پس از سفر به دریای سیاه که در سال ۱۴۵۳ ناوگانی متشکل از سه گالری را رهبری کرد، به همراه گابریل ترویزانو عازم قسطنطنیه شد. این دو ناخدا به امپراتور بیزانس کنستانتین یازدهم پالیولوژیوس در دفاع از شهر در برابر عثمانی ها قول کمک‌رسانی کردند. در طول محاصره او به همراه گابریل ترویزانو فرماندهی کشتی‌های بندر شاخ طلایی را برعهده داشت. هنگامی که شهر در ۲۹ مه سقوط کرد، او با قایق به مستعمره ژنوایی گالاتا گریخت. او خدمات کشتی‌های خود را به مقامات شهر پیشنهاد داد. مقامات جنوا تصمیم گرفتند بی‌طرفی خود را حفظ کنند و از آلویزو دیدو خواستند شهر را ترک کند. سپس به افراد خود دستور داد تا زنجیره شاخ طلایی را بشکنند و با اکثر کشتی‌های ونیزی و همچنین برخی کشتی‌های جنوایی و بیزانسی که حامل پناهندگان از قسطنطنیه بودند فرار کرد.  ملوانان ترک که به غارت شهر مشغول بودند نتوانستند از فرار این ناوگان جلوگیری کنند. او اولین کسی بود که به شهر ونیز رسید، نبرد را به جمهوری ونیز گزارش کرد. آلویزو در سال ۱۴۶۶ درگذشت و در سانتی جیووانی پائولو، ونیز به خاک سپرده شد. داستان اقدامات او در قسطنطنیه بر روی سنگ قبر او روایت شد. 